# 피딩 프렌지

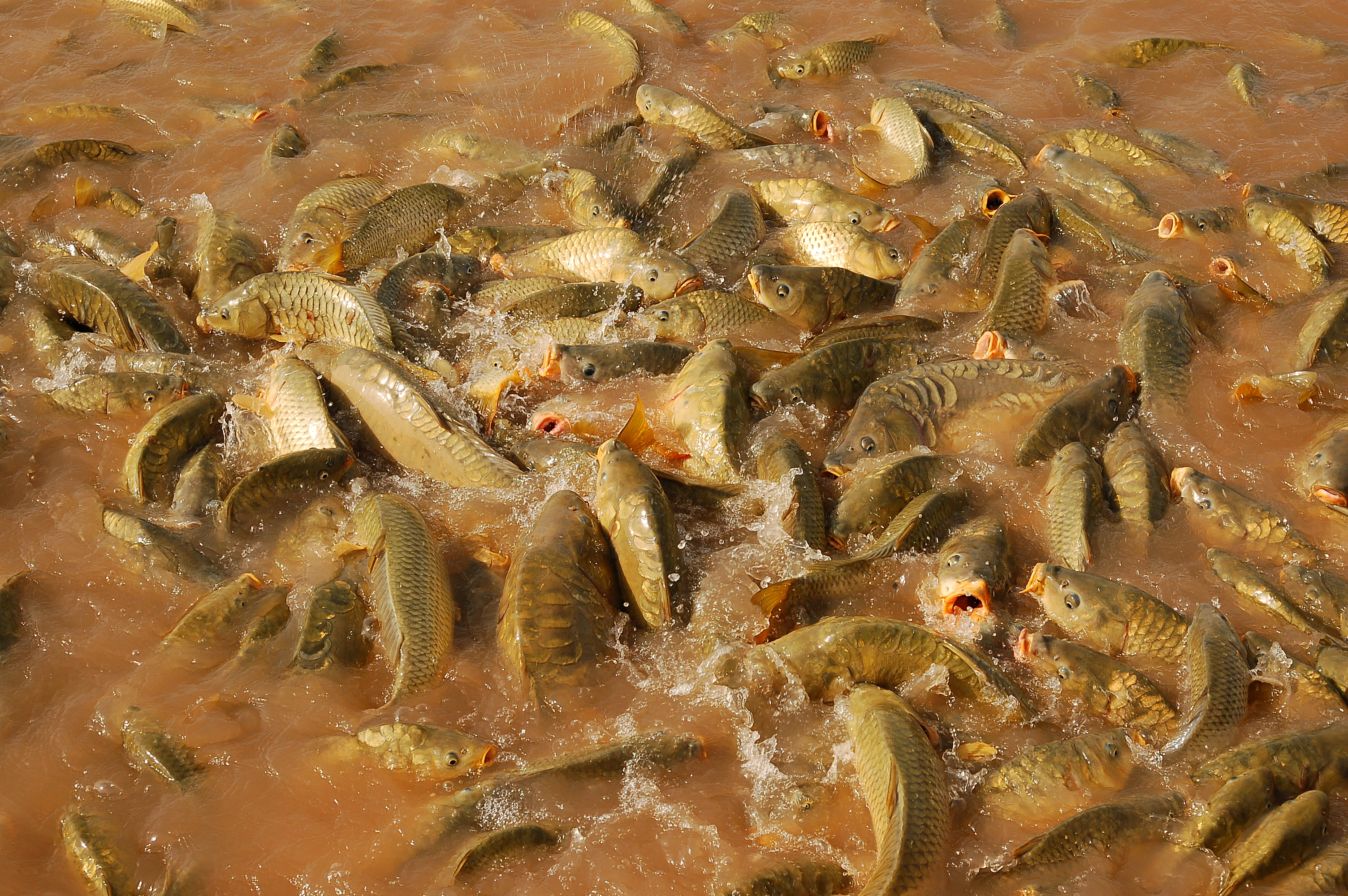

피딩 프렌지(Feeding frenzy)는 먹이 공급의 과포화가 육식동물에게 급속한 포식을 야기하는 경우를 뜻하는 생태학 용어이다. 예를 들어, 큰 무리의 물고기는 상어들을 피딩 프렌지 상태로 이끌게 된다.
"피딩 프렌지"는 또한 한 무리가 몇몇 관심의 초점에 흥분된 경우를 서술하기 위해 은유로서 비생물학적 개념으로 종종 사용된다. 대중의 관심사에 대해 강렬하고 때로는 과격한 언론매체의 보도를 예로 들 수 있는데, O. J. 심슨의 공판과 같은 것이다. 언론에 대한 정의는 래리 사바토(Larry Sabato)의 책피딩 프렌지에 의해 대중화되었다. 또다른 사례는 바겐 세일을 찾아 광분하는 쇼핑객을 들 수 있을 것이다.

## 같이 보기
- 은유